# Meredosia, Illinois
Meredosia, Illinois (енгл. Meredosia) град је у америчкој савезној држави Илиноис.

## Демографија
По попису из 2010. године број становника је 1.044, што је 3 (0,3%) становника више него 2000. године.
| Група             | 2000.         | 2010.         |
| Белци             | 1.039 (99,8%) | 1.029 (98,6%) |
| Афроамериканци    | 0 (0,0%)      | 5 (0,5%)      |
| Азијати           | 0 (0,0%)      | 1 (0,1%)      |
| Хиспаноамериканци | 1 (0,1%)      | 4 (0,4%)      |
| Укупно            | 1.041         | 1.044         |